# Kim Sun-woo

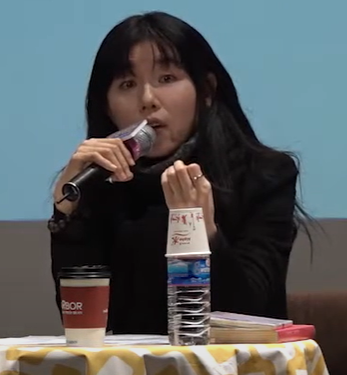
Kim Sun-woo

Kim Sun-woo (* 1970 in Kangnŭng, Kangwon-do) ist eine südkoreanische Schriftstellerin und Lyrikerin.

## Leben
Kim Sun-woo wurde 1970 in Kangnŭng, Kangwon-do geboren und begann ihre Karriere 1996, als einige ihrer Gedichte in der Zeitschrift Literarisches Schaffen und Kritik (창작과비평) veröffentlicht wurden.
Nach Meinung des Dichters Na Hŭidŏk ist Kims Lyrik voll von 'schamhafter und doch intensiver Sinnlichkeit, die an feuchte Blütenblätter erinnert' und 'ihre Weiblichkeit strahlt Reichhaltigkeit aus, wie die von embryonaler Flüssigkeit'. Die Frauen in ihren Gedichten sind 'Embryos, Mütter und Hebammen in einem'. Das Bild von Frauen als freigiebige, lebenspendende und lebensbejahende Wesen dominiert ihre erste Gedichtsammlung Wenn meine Zunge nicht ruhig in meinem Mund bleiben will (내 혀가 입 속에 갇혀 있길 거부한다면).
Die Zelebrierung des weiblichen Körpers wird oft begleitet von der Abscheu der Unterdrückung durch die Männerwelt. In dem Titelgedicht stellt Kim das weibliche Verlangen nach Freiheit von der männlichen Unterdrückung durch eine Reihe beunruhigender Bilder wie der Schädelknochen eines Babys, der um den Hals der Mutter hängt, oder ein Schwall aus geköpften Kamelien dar. Die Protagonistin wird dazu gezwungen, Streifen von neuer Haut an ein Monster zu nähen, das größer und größer wird. Ihr Versuch, das Monster zu töten, misslingt aufgrund der Tatsache, dass ihre Zunge in seinem Maul eingesperrt ist.
Durchzogen von rhetorischer Schönheit und Sensibilität markiert Kims Lyrik ein neues Kapitel in der koreanischen Frauenliteratur.

## Arbeiten

### Koreanisch

#### Gedichtsammlungen
- 내 혀가 입 속에 갇혀 있길 거부한다면 Wenn meine Zunge nicht ruhig in meinem Mund bleiben will (2000) ISBN 8936421948
- 도화 아래 잠들다 Unter Pfirsichblüten eingeschlafen (2003) ISBN 9788936422295
- 내 몸속에 잠든 이 누구신가 Wer ist das, der in meinem Körper schläft (2007) ISBN 9788932017907
- 물 밑에 달이 열릴 때 Wenn der Mond sich unter dem Wasser öffnet (2002)

#### Märchen
- 바리공주 Prinzessin Pari (2003)

#### Sammlungen von Prosa
- 물 밑에 달이 열릴 때 Wenn der Mond sich unter dem Wasser öffnet (2003)
- 김선우의 사물들 Kim Sun-woos Privateigentum (2005)
- 내 입에 들어온 설탕 같은 키스들 Ein zuckersüßer Kuss (2007) ISBN 8936421948
- 우리말고 또 누가 이 밥그릇에 누웠을까 Lag außer uns noch jemand in dieser Reisschüssel? (2007)

### Übersetzungen

#### Deutsch
- Unter Pfirsichblüten eingeschlafen (도화 아래 잠들다), Edition Delta (2009) ISBN 978-3927648234

## Auszeichnungen
- 2004: 제49회 현대문학상 (Preis für zeitgenössische Literatur)
- 2007: 제9회 천상병시상 (Ch'ŏn Sang-byŏng Lyrikpreis)